# 聂市镇
聂市镇，中华人民共和国湖南省岳阳市临湘市下属的一个镇，位于临湘市北部。季（台坡）江（南）公路经过镇区。

## 建制沿革
- 1956年，设聂市乡；
- 1958年，改聂市公社；
- 1984年，改置聂市乡，旋即改置聂市镇。

## 行政区划
聂市镇下辖1个居委会和20个行政村：
- 沿河居委会
- 双红村、三和村、丁田村、引水村、官田村、远景村、东岳村、凤形村、新安村、高潮村、国庆村、朱贝村、荆圣村、东红村、权桥村、彭畈村、民主村、红士村、安垅村、菜业村